# Pasir Beringin
Pasir Beringin is een bestuurslaag in het regentschap Indragiri Hulu van de provincie Riau, Indonesië. Pasir Beringin telt 347 inwoners (volkstelling 2010).